# Diamantina (biljni rod)
Diamantina, monotipski biljni rod iz porodice Podostemaceae, dio reda malpigijolike. Jedina vrsta je D. lombardii, brazilski endem iz Minas Geraisa.
Rod i vrsta otkriveni su 2004 godine.

## Vanjske poveznice
|  | Zajednički poslužitelj ima još gradiva o temi Diamantina |
|  | Wikivrste imaju podatke o taksonu Diamantina             |